# Peter Cklamovski
Peter Cklamovski (født 16. oktober 1978) er en australsk tidligere fodboldspiller.